# Resplendor
Resplendor, amtlich portugiesisch Município de Resplendor, ist eine Stadt in Minas Gerais, Brasilien.
Sie lag von 1989 bis 2017 in der Mikroregion Aimorés und Mesoregion Vale do Rio Doce und grenzt an die Gemeinden Conselheiro Pena, Itueta, Santa Rita do Itueto, Goiabeira und Cuparaque, in Minas Gerais, Alto Rio Novo, Pancas und Baixo Guandu, in Espírito Santo.

## Söhne und Töchter
- Antônio Eliseu Zuqueto (1928–2016), Ordensgeistlicher und römisch-katholischer Bischof von Teixeira de Freitas-Caravelas